# Jay Smith (album)
Jay Smith è l'album di debutto dell'omonimo cantante svedese. È stato pubblicato il 19 dicembre 2010 con la Columbia Records.

## Tracce
1. Dreaming People – 3:30
2. Like a Prayer (cover di Madonna) – 3:32
3. Rocks (cover dei Primal Scream) – 3:19
4. Enter Sandman (cover dei Metallica) – 5:34
5. Against All Odds (Take a Look at Me Now) (cover di Phil Collins) – 3:45
6. White Wedding (cover di Billy Idol) – 3:45
7. I Want It That Way (cover dei Backstreet Boys) – 3:48
8. Bad Romance (cover di Lady Gaga) – 4:19
9. Wherever You Will Go (cover dei The Calling) – 3:31
10. Here Without You (cover dei 3 Doors Down) – 3:56
11. Black Jesus (cover di Everlast) – 4:17
12. Heart-Shaped Box (cover dei Nirvana) – 4:46

## Classifiche
| Classifica           | Posizione massima |
| -------------------- | ----------------- |
| Swedish Albums Chart | 1                 |